# کونان ویرانگر
کونان ویرانگر (به انگلیسی: Conan the Destroyer) فیلمی به کارگردانی ریچارد فلایشر، نویسندگی روی توماس و گری کونوی (بر پایه رمان کونان وحشی اثر رابرت هاوارد) و تهیه‌کنندگی باز فیتشانز و رافائلا ده لاورنتیس محصول سال ۱۹۸۴ میلادی است.

## بازیگران
| بازیگر           | نقش             |
| ---------------- | --------------- |
| آرنولد شوارتزنگر | Conan           |
| گریس جونز        | Zula            |
| ویلت چمبرلین     | Bombaata        |
| اولیویا دابو     | Princess Jehnna |
| ماکو ایواماتسو   | Akiro           |
| تریسی والتر      | Malak           |
| پت رواچ          | Thoth-Amon      |
| سارا داگلاس      | Queen Taramis   |
| جف کوری          | Grand Vizier    |
| اسون-اوله تورسن  | Togra           |
| آندره ده جیانت   | Dagoth          |